# タバスコ州

タバスコ州
Estado Libre y Soberano de Tabasco

タバスコ州（タバスコしゅう、スペイン語: Estado de Tabasco）は、メキシコ合衆国の31の州のひとつで、カンペチェ湾南岸一帯を占め、ベラクルス州の南東、チアパス州の北方、カンペチェ州の南西に位置する。また、テワンテペク地峡の北半を占め、南東には、グアテマラのペテン県が接している。州都は、ビヤエルモサであり、面積は、25,267 km2である。
人口は2,402,598人（2020年国勢調査）。

## 歴史
先古典期中期には、オルメカ文明の中心地で、祭祀センターのラ・ベンタの巨石人頭像やマウンド群が築かれ、紀元前800年から紀元前500年頃にかけて繁栄した。また、古典期には、マヤ遺跡コマルカルコが築かれた。
タバスコ州についてのスペイン語の記述が見られるのは、いわゆる「征服者」の一人、フアン・デ・グリハルバが1518年6月8日に、現在グリハルバ川として知られる大河の河口付近に上陸したという記録が最初のものである。
「征服者」、エルナン・コルテスがタバスコのチョンタルパ地方に上陸したのは、1519年3月12日で、血なまぐさかったことでよく知られているポトンチャンのチョンタル・マヤ集落でのTabscoobとの戦い（セントラの戦い）に勝利する少し前のことであった。その後、現在、「Santa María de la Victoria（勝利の女神である聖マリヤ）」の名前で知られる村が3月25日に建設されている。これが、スペインがアメリカ大陸の土地を領有すること（スペインによるアステカ帝国の征服）になる契機となった最初の出来事である。司祭のフライ・バルトロメ・デ・オルメドが新大陸最初のミサを行い、ポトンチャンの住民は、スペインによるアステカ征服の鍵ともなった女性、マリンチェをコルテスに引き渡すことになった。1525年には、フアン・デ・バリェシリョがタバスコの総督になったが、その地位は長くは続かなかった。1529年、ユカタンの征服者で知られるフランシスコ・デ・モンテーホがタバスコ総督になった。1717年には、タバスコの人々は、イスラ・デ・トリス（isla de Tris）の海賊たちを打ち破って追い払い、「Nuestra Señora del Carmen」の村を築いたフアン・デ・アメストイの統治下にあった。以後、1821年にメキシコが独立するまで302年間、タバスコはスペインの統治下にあった。

## 隣接州
- カンペチェ州
- ペテン県
- チアパス州
- ベラクルス州

## 基礎自治体
1. バランカン自治体（英語版）
2. カルデナス自治体（英語版）
3. セントラ自治体（英語版）
4. セントロ自治体（英語版）
5. コマルカルコ自治体（英語版）
6. クンドゥアカン自治体（英語版）
7. エミリアーノ・サパタ自治体（英語版）
8. ウイマングイリョ自治体（英語版）
9. ハラパ自治体（英語版）
10. ハルパ・デ・メンデス自治体（英語版）
11. ホヌタ自治体（英語版）
12. マクスパナ自治体（英語版）
13. ナカフカ自治体（英語版）
14. パライソ自治体（英語版）
15. タコタルパ自治体（英語版）
16. テアパ自治体（英語版）
17. テノシケ自治体（英語版）

## 主な都市
- ビヤエルモサ
- コマルカルコ